# Maria Peszek

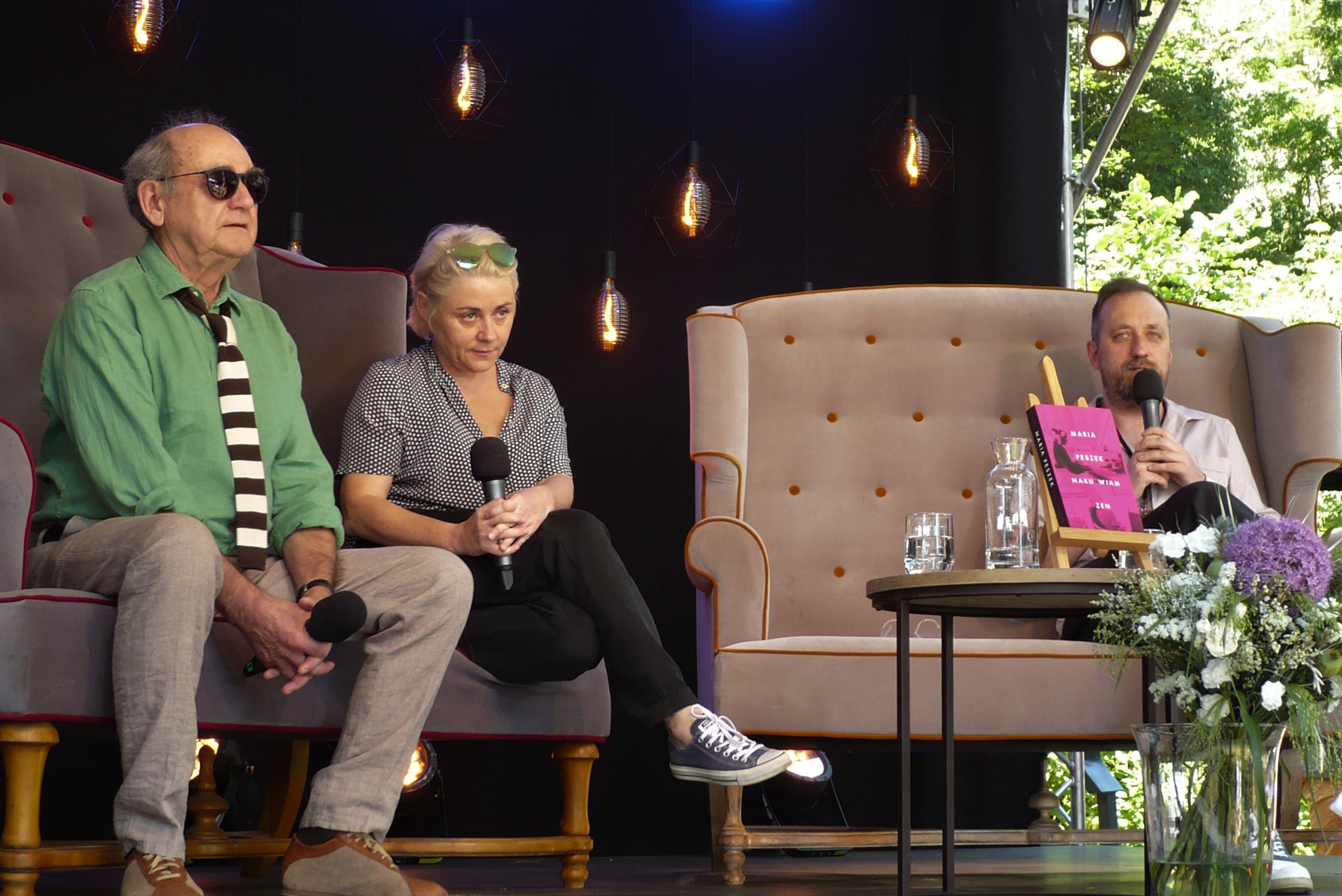
J. Peszek, M. Peszek, M. Nogaś

Maria Teresa Peszek (ur. 9 września 1973 we Wrocławiu) – polska aktorka, piosenkarka i autorka tekstów piosenek.
Zadebiutowała w 1993 roku jako aktorka filmowa i teatralna. Występowała m.in. na scenie Teatru Juliusza Słowackiego w Krakowie, Teatru Studio i Teatru Narodowego w Warszawie. Ma na swoim koncie szereg kreacji filmowych, telewizyjnych i teatralnych, a także liczne role w spektaklach Teatru Telewizji.
W 2005 roku rozpoczęła karierę muzyczną, tworząc widowisko muzyczne i płytę Miasto mania. Trzy lata później nagrała album Maria Awaria. Obie płyty zostały bardzo pozytywnie przyjęte przez krytyków i publiczność, czyniąc z Peszek jedną z najpopularniejszych artystek polskiej sceny alternatywnej. W 2012 roku wydała trzeci album studyjny pt. Jezus Maria Peszek, który był kolejnym sukcesem zarówno artystycznym, jak i komercyjnym. Jej twórczość muzyczna charakteryzuje się kontrowersyjnymi tekstami i występami.

## Rodzina i edukacja
Jest córką Teresy i Jana Peszków. Pochodzi z rodziny o tradycjach teatralnych – zarówno jej ojciec, jak i starszy brat, Błażej, są aktorami.
W dzieciństwie mieszkała przy ul. Traktorowej na łódzkim Teofilowie, gdzie uczęszczała do szkoły podstawowej. W 1992 ukończyła I Liceum Ogólnokształcące im. Bartłomieja Nowodworskiego w Krakowie, a cztery lata później – krakowską Państwową Wyższą Szkołę Teatralną. Odbyła kursy śpiewu u sopranistki Elżbiety Towarnickiej i u Elżbiety Zapendowskiej.

## Kariera

### 1984–2004: Kariera aktorska
Jako aktorka zadebiutowała rolą Aldzi Klos w serialu Rozalka Olaboga (1984). W tym samym roku wystąpiła w spektaklu Wesele w reżyserii Mikołaja Grabowskiego w Teatrze Juliusza Słowackiego w Krakowie.
W 1993 powróciła na scenę teatralną. Zagrała epizodyczną rolę w dramacie historycznym Stevena Spielberga Lista Schindlera (1993). 6 stycznia 1995 w Teatrze Juliusza Słowackiego w Krakowie premierę miała adaptacja sztuki Brunona Schulza Sanatorium pod Klepsydrą, w której zagrała poczwórną rolę, a za scenariusz i reżyserię spektaklu odpowiedzialny był jej ojciec. Po zakończeniu studiów w 1996 wyjechała do Warszawy i zagrała w filmie Macieja Dutkiewicza Nocne graffiti. Została aktorką Teatru Studio w Warszawie, w której wystąpiła w sztuce Don Juan w reżyserii Jerzego Grzegorzewskiego. Z reżyserem współpracowała także przy kolejnych spektaklach Teatru Narodowego: Noc listopadowa według Stanisława Wyspiańskiego (1997) i Ślub według Witolda Gombrowicza (1998). Zebrała pozytywne recenzje za występ w sztuce Kubuś P. z 1999, choć sam spektakl nie zdobył szczególnie dobrych opinii. Za rolę w sztuce Bam otrzymała w 1999 nagrodę promocyjną im. Kazimierza Krzanowskiego na festiwalu Kontrapunkt.
W 2000 otrzymała nagrodę publiczności za wykonanie piosenki „Jestem wiatrem, jestem burzą” na 21. Przeglądzie Piosenki Aktorskiej we Wrocławiu. W tym samym roku wzięła udział w spektaklach Ogień w głowie Piotra Łazarkiewicza i Miłość na Madagaskarze Zbigniewa Brzozy. Zagrała w serialu Miasteczko (2000–2001) oraz w filmie Wiedźmin i w jego serialowej wersji. Za rolę w spektaklu Ożenek w reżyserii Jerzego Stuhra otrzymała w 2002 nagrodę na sopockim festiwalu Dwa Teatry. Zagrała w filmie Agnieszki Holland Julia wraca do domu (2002). Pracowała nad dubbingiem do polskiej wersji serialu anime Mistrzowie kaijudo. Pojawiła się w spektaklu Sytuacje rodzinne Piotra Łazarkiewicza i programie teatralnym Muzyka ze słowami Piotra Cieplaka. W 2003 zagrała w dwóch sztukach Zbigniewa Brzozy: Mewa i Bal pod Orłem. Wystąpiła w filmie Piotra Szulkina Ubu Król (2003). W 2004 zdobyła – drugą w karierze – nagrodę na festiwalu Dwa Teatry za kreację w sztuce Martwa królewna.

### Od 2005: Kariera muzyczna

#### 2005–07:Miasto mania
W październiku 2005 nakładem wytwórni Kayax wydała swój debiutancki album muzyczny pt. Miasto mania, który nagrała we współpracy z Wojciechem Waglewskim oraz jego synami – Fiszem i Emade. Była to zarazem ścieżka dźwiękowa multimedialnego przedstawienia pod tym samym tytułem, do którego scenariusz i większość tekstów napisała Peszek, także reżyserka widowiska. Album dotarł do szóstego miejsca na polskiej liście sprzedaży OLiS, a wysoka sprzedaż przyniosła mu status platynowej płyty. Na początku 2006 otrzymała Fryderyka dla nowej twarzy fonografii. Płytę promowała – wyróżnionymi na Festiwalu Polskich Wideoklipów Yach Film – teledyskami do utworów: „Moje miasto” (nagroda za „plastyczną aranżację przestrzeni”) i „Nie mam czasu na seks” (nagroda za reżyserię i zdjęcia) oraz singlem „Miły mój”. 27 listopada 2006 wydała minialbum pt. Mania siku, na którym umieściła nagrania koncertowe i premierowe utwory.
W styczniu 2007 premierę miał teledysk do utworu zespołu Myslovitz „W deszczu maleńkich żółtych kwiatów” z gościnnym udziałem Peszek. Artystka pojawiła się też w utworze „Hemoglobina” projektu L.U.C. & Rahim. Latem wystąpiła na festiwalu TOPtrendy 2007 jako jeden z dziesięciu artystów, którzy sprzedali najwięcej płyt w poprzednim roku – Miasto mania był siódmym najchętniej kupowanym albumem w 2006.

#### 2008–11:Maria Awaria

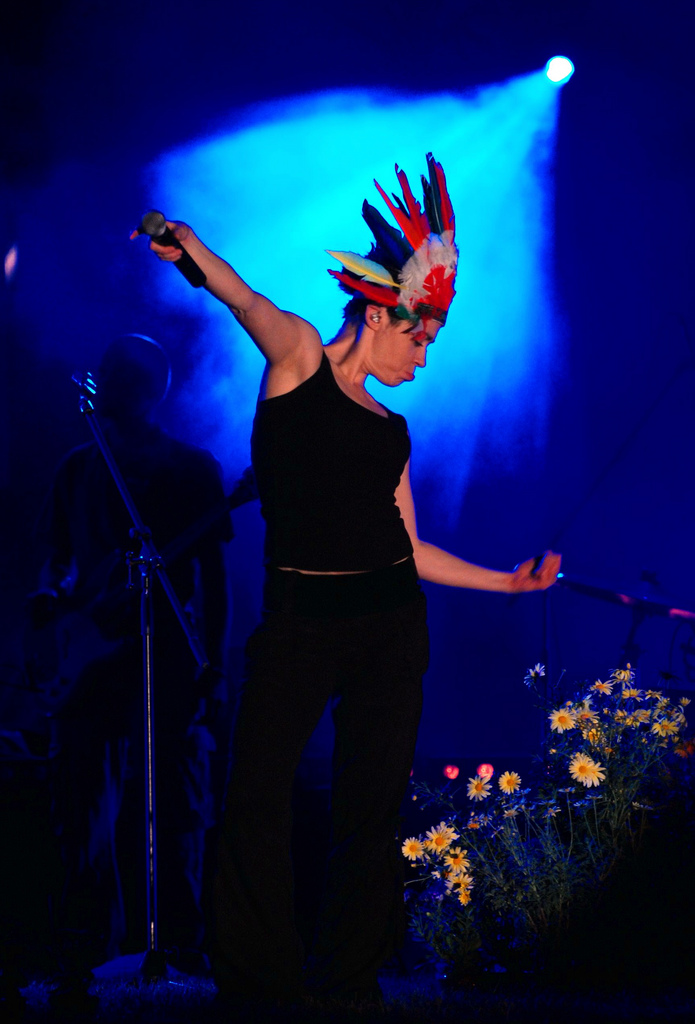
Peszek (2008)

19 września 2008 wydała album koncepcyjny pt. Maria Awaria, na którym poruszyła temat seksu i cielesności, przez co wzbudziła wiele kontrowersji, szczególnie wśród konserwatywnych środowisk prawicowych. Tabloid „Fakt” z oburzeniem skrytykował Peszek za odniesienia do seksu i „drwinę z polskiego tańca ludowego” (kujawiaka). „Nasz Dziennik” określił muzykę z albumu jako „obsceniczną i wulgarną”, a Peszek potępił za „gardzenie tradycyjnymi wartościami”. Skandal wywołał też udział Peszek w programie Kuba Wojewódzki, a ze względu na przepełnione erotyką treści padające w rozmowie, telewizja TVN przesunęła godzinę emisji odcinka. Mimo krytyki, płyta Maria Awaria osiągnęła sukces komercyjny, docierając do pierwszego miejsca na liście sprzedaży w Polsce. Album w niecały tydzień od premiery uzyskał status złotej płyty, a 17 października pokrył się platyną.
W grudniu 2008 rozpoczęła prowadzenie własnej audycji radiowej Radio Maria w Roxy FM, w której dyskutowała z gośćmi i rozmawiała ze słuchaczami. 13 stycznia 2009 za album Maria Awaria otrzymała nagrodę Paszport „Polityki” w kategorii „muzyka popularna”. Była także nominowana do plebiscytu „Polka Roku” organizowanego przez Gazetę Wyborczą. W kwietniu zdobyła Fryderyka dla autora roku i za album muzyki alternatywnej (Maria Awaria). Latem zaśpiewała singiel „Muchomory” na festiwalu TOPtrendy 2009, na którym wystąpiła jako jedna z dziesięciu artystów z największą sprzedażą płyty w poprzednim roku – Maria Awaria była drugim najchętniej kupowanym albumem w 2008,  a jej ostateczny nakład wyniósł 55 tysięcy egzemplarzy.
W maju 2010 wzięła udział w rozbieranej fotosesji w albumie fotograficznym Pierwsi w Polsce, który powstał w ramach kampanii antynowotworowej. Jesienią tego samego wystąpiła w reklamie banku Inteligo. Na zakończenie ery Marii Awarii przygotowała film Pauza (2011) w reżyserii Dominiki Podczaskiej-Tchórzewskiej i z narracją Marii Seweryn. W tym samym roku nagrała piosenkę „Znajdziesz mnie znowu” do filmu Anny Jadowskiej Z miłości (2011).
W 2010 pod pseudonimem Bura Suka napisała tekst do utworu „Bad Girls” pop-rockowej piosenkarki Dody na jej drugi solowy album studyjny pt. 7 pokus głównych.

#### 2012–15:Jezus Maria Peszek
We wrześniu 2012 udzieliła wywiadu tygodnikowi „Polityka”, w którym wyznała, że przez dłuższy czas chorowała na neurastenię. Wyznanie to zostało opacznie odebrane przez polskie społeczeństwo i sprowokowało ataki w stronę piosenkarki. W październiku, nakładem Mystic Production, wydała album pt. Jezus Maria Peszek, na którym poruszyła temat zmagania się z chorobą, a także religijności, polskości, patriotyzmu czy tradycyjnych ról społecznych. Utwór „Pan nie jest moim pasterzem” był wyraźną manifestacją jej ateizmu, który zadeklarowała również na łamach „Tygodnika Powszechnego”. Premierę albumu poprzedziła wydaniem singla „Padam”, zaś następnie opublikowała teledysk do piosenki „Ludzie psy”. Płyta spotkała się z pozytywnym odbiorem publiczności, debiutując na pierwszym miejscu listy sprzedaży w Polsce i utrzymując się na szczycie przez cztery tygodnie z rzędu. Album nieco ponad miesiąc po premierze uzyskał certyfikat platynowej płyty. Album zebrał pozytywne recenzje, przy czym część krytyków uznała go za najlepsze wydawnictwo w dorobku Peszek, a przez niektórych został obwołany jednym z najlepszych polskich albumów ostatnich lat.
W maju 2013 uzyskała tytuł Kobiety Dekady Glamour. W czerwcu, dzięki wysokiej sprzedaży albumu Jezus Maria Peszek, wystąpiła na festiwalu TOPtrendy 2013, na którym wykonała „Ludzie psy” oraz dwa kolejne single z płyty: „Sorry Polsko” i „Pan nie jest moim pasterzem”. W tym samym roku odrzuciła propozycję objęcia funkcji trenera w trzeciej edycji programu The Voice of Poland, a pod koniec roku zakończyła współpracę z Roxy FM. Album Jezus Maria Peszek promowała podczas trasy koncertowej, w ramach której wystąpiła w Polsce oraz w Irlandii, Anglii i Czechach. W lutym 2014 wydała koncertowy album pt. JEZUS is aLIVE, a 4 października 2015 zagrała ostatni koncert promujący album Jezus Maria Peszek.

#### Od 2016:KarabiniAve Maria
27 stycznia 2016 wydała singiel zapowiadający jej nową płytę – „Polska A B C i D”, który cieszył się popularnością i dotarł do pierwszego miejsca na Liście przebojów Trójki. Niespełna miesiąc później, 26 lutego, nakładem wytwórni Warner Music Poland, wydała album pt. Karabin, który promowała także teledyskami do piosenek„Samotny tata” i „Ej Maria”. Karabin spotkał się z mieszanym odbiorem krytyków, choć szybko uzyskał status złotej płyty. Album promowała podczas trasy koncertowej po Polsce i za granicą. W 2017 wydała singiel „Ophelia”, którym promowała spektakl Hamlet w reżyserii jej brata, Błażeja Peszka, wystawiany w Teatrze im. Juliusza Osterwy w Gorzowie Wielkopolskim. W 2019 pojawiła się gościnnie w tytułowym utworze z płyty Całkiem nowy człowiek Pata Jacoba. Na początku 2020 wyruszyła w trasę koncertową Sorry Polsko Super Tour.
10 września 2021 wydała album pt. Ave Maria, na którym poruszyła m.in. temat praw kobiet, mniejszości seksualnych i molestowania seksualnego w Kościele katolickim. Płytę promowała singlami: „Virunga” (dedykowanym polskiej społeczności LGBT), „J*bię to wszystko”, „Barbarka” i utworem tytułowym. Album otrzymał głównie pozytywne recenzje i zadebiutował na pierwszym miejscu listy OLiS.

## Życie prywatne
Od 1993 pozostaje w nieformalnym związku z Edwardem. Jest ateistką. Wyraziła poparcie dla polityka Roberta Biedronia.

## Dyskografia

### Albumy studyjne
- Miasto mania (2005)
- Maria Awaria (2008)
- Jezus Maria Peszek (2012)
- Karabin (2016)
- Ave Maria (2021)

## Aktorstwo

### Role teatralne
- 1984: Wesele
- 1993: Córka strachu
- 1993: Palec boży
- 1993: Omdlały koń
- 1994: Zemsta
- 1994: Córka czasu
- 1995: Sanatorium pod Klepsydrą
- 1995: Pantesilea
- 1996: Don Juan
- 1996: Zabawa snem
- 1996: Godzina, w której nie wiedzieliśmy nic o sobie...
- 1997: Koniec pół świni
- 1997: Iwona, księżniczka Burgunda
- 1997: Noc listopadowa
- 1998: Antygona
- 1998: Ślub
- 1998: Bam
- 1998: Słowa boże
- 1999: Pies ogrodnika
- 1999: Bula bula
- 1999: Lalek
- 1999: Kubuś P.
- 1999: Akt orki
- 2000: Republika marzeń
- 2000: Numery
- 2000: Ogień w głowie
- 2000: Zbliżenie
- 2000: Dziesięć pięter
- 2000: Miłość na Madagaskarze
- 2001: Ożenek
- 2001: Pasożyty
- 2002: Amadeus
- 2002: KababaKai
- 2002: Muzyka ze słowami
- 2002: Sytuacje rodzinne
- 2002: La lointaine
- 2002: Dowcip
- 2002: Po deszczu
- 2003: Mewa
- 2003: Bal pod Orłem
- 2003: Martwa królewna
- 2004: Śmieci
- 2004: Prezent
- 2005: Zimne dziecko
- 2005: Sinobrody – nadzieja kobiet
- 2005: Miasto mania
- 2005: Spiewanna@alkestis.pl
- 2006: Trelemorele
- 2007: C-AKTIV. Wiersze señora Witkacego
- 2024: Serce ze szkła. Musical zen

| Rok  | Tytuł              | Rola              | Reżyseria          |
| ---- | ------------------ | ----------------- | ------------------ |
| 1993 | Schindler’s List   | kobieta           | Steven Spielberg   |
| 1994 | Spis cudzołożnic   | panienka na ulicy | Jerzy Stuhr        |
| 1996 | Nocne graffiti     | żona Zyza         | Maciej Dutkiewicz  |
| 2001 | Wiedźmin           | wieszczka Iola    | Marek Brodzki      |
| 2002 | Julie Walking Home | siostra Alexego   | Agnieszka Holland  |
| 2003 | Ubu Król           | żołnierz          | Piotr Szulkin      |
| 2008 | 0 1 0              | Ilona             | Piotr Łazarkiewicz |
| 2009 | Esterhazy          | Mimi (głos)       | Izabela Plucińska  |
| 2011 | Jeż Jerzy          | Yola (głos)       | Wojtek Wawszczyk   |
| 2018 | Nina               | Lola              | Olga Chajdas       |

| Rok       | Tytuł             | Rola             | Uwagi                        |
| --------- | ----------------- | ---------------- | ---------------------------- |
| 1984      | Rozalka Olaboga   | Aldzia           | Debiut; odcinki: 1–2, 4, 6–7 |
| 2000      | Na dobre i na złe | Radwańska        | Gościnnie; Odcinek: 40       |
| 2000–2001 | Miasteczko        | gosposia Mariola | Rola pierwszoplanowa         |
| 2001      | Wiedźmin          | wieszczka Iola   | Odcinki: 9–11                |
| 2003      | Magiczne drzewo   | mama Jacka       | Odcinek: 1                   |
| 2005      | Boża podszewka II | Stasia           | Odcinki: 1-2                 |
| 2022      | Królowa           | Wioletta Nowak   | Rola pierwszoplanowa         |

## Nagrody
- 1996: Wyróżnienie na XIV Festiwalu Szkół Teatralnych w Łodzi[53]
- 1999: II nagroda na XXXIX Kaliskich Spotkaniach Teatralnych za rolę Simoninii w sztuce Słowa boże[10]
- 1999: Nagroda Towarzystwa Przyjaciół Szczecina oraz nagroda promocyjna im. Kazimierza Krzanowskiego na XXXIV Ogólnopolskim Przeglądzie Teatrów Małych Form „Kontrapunkt” za rolę Elżbiety Bam w sztuce Bam[10]
- 2000: Nagroda publiczności na XXI Przeglądzie Piosenki Aktorskiej za interpretację piosenki „Jestem wiatrem, jestem burzą”
- 2002: Wyróżnienie aktorskie na festiwalu Dwa Teatry za rolę Agafii Tichonownej w sztuce Ożenek
- 2004: Nagroda aktorska na festiwalu Dwa Teatry za rolę Rimmy w sztuce Martwa królewna
- 2006: Tytuł „Człowiek Roku” w plebiscycie Wdechy 2005 Gazety Co Jest Grane[54]
- 2006: Fenomen „Przekroju”[55]
- 2006: Fryderyk w kategorii „nowa twarz fonografii”
- 2009: Paszport „Polityki” w kategorii „muzyka popularna” za album Maria Awaria
- 2009: Fryderyk w kategorii „album muzyki alternatywnej” za album Maria Awaria
- 2009: Fryderyk w kategorii „autor roku”
- 2013: Tytuł „Kobiety Dekady” Glamour